# سینت مارتنسبروگ
سینت مارتنسبروگ (به هلندی: Sint Maartensbrug) یک منطقهٔ مسکونی در هلند است که در اسخاخن واقع شده‌است. سینت مارتنسبروگ ۳۲۲ نفر جمعیت دارد.